# Julie Night
Julie Night (Long Beach, Kalifornia, 1978. július 2. –) amerikai pornószínésznő.

## Élete és pályafutása
Julie Night folyamatosan változtatja hajának színét. Aranybarna, fekete, szőke, barna színűre festette eddig a haját. A főiskolán villamosmérnök volt. Zöld szeme van. Számos tetoválása van, közte a köldöke körül van egy, egy másik a hátán, egy a bal bokája körül. Piercingje a nyelvében és a mellbimbójában van.
Mialatt főiskolára járt sztriptíztáncosként dolgozott Észak-Karolinában. Pár év után belépett a filmes iparba. 2006. januárjában kiemelt tánccal debütált San Franciscoban. 2004-ben négy díjat nyert. XCRO-díjat és AVN-díjat. 2005-ben XCRO-díjat nyert.

## Válogatott filmográfia
| - 2011 One - 2011 Deep Anal Abyss 4 - 2011 Anal Acrobats 6 - 2009 The 8th Day - 2009 Public Disgrace - 2009 Belladonna's Road Trip: Cabin Fever - 2009 Belladonna: Fetish Fanatic 7 - 2009 Deep Anal Abyss 2 | - 2008 Black Cocks White Sluts 8 - 2008 Over Stuffed 7 - 2008 Open Ended - 2008 Sloppy Head - 2007 Anal Acrobats 1 - 2007 Kayden's First Time - 2007 Terror Toons 2 |